# 新沼町
新沼町（しんぬまちょう）は、愛知県名古屋市北区にある地名。丁番を持たない単独町名である。住居表示未実施。

## 地理
名古屋市北区の北西部に位置する。東は苗田町、西は会所町、南は丸新町、東から北は西春日井郡豊山町豊場に接している。

## 歴史

### 町名の由来
大蒲新田の字名に由来する。古沼に対して最近まで沼だった場所であったことを示す地名であるという。

### 沿革
- 1972年（昭和47年）12月26日 - 北区楠町大字大蒲新田字新沼・古沼・古沼揚・清水・東清水の各一部により成立[1]。

## 世帯数と人口
2019年（平成31年）1月1日現在の世帯数と人口は以下の通りである。
| 町丁   | 世帯数 | 人口  |
| ------ | ------ | ----- |
| 新沼町 | 41世帯 | 101人 |

### 人口の変遷
国勢調査による人口の推移
| 2000年（平成12年） | 71人 | [ WEB 6 ] |  |
| 2005年（平成17年） | 66人 | [ WEB 7 ] |  |
| 2010年（平成22年） | 76人 | [ WEB 8 ] |  |
| 2015年（平成27年） | 81人 | [ WEB 9 ] |  |

## 学区
市立小・中学校に通う場合、学校等は以下の通りとなる。また、公立高等学校に通う場合の学区は以下の通りとなる。
| 番・番地等 | 小学校               | 中学校             | 高等学校 |
| ---------- | -------------------- | ------------------ | -------- |
| 全域       | 名古屋市立楠西小学校 | 名古屋市立楠中学校 | 尾張学区 |

## 交通

### バス
- 名古屋市営バス（名古屋市交通局）
  - 新沼町停留所[WEB 12]
    - アのりば - □黒川11号系統（如意車庫前行）・□楠巡回系統（右回り如意車庫前行）

  - 楠西小学校東停留所[WEB 13]
    - イのりば - □黒川11号系統（黒川行）

### 道路
- 国道41号（名古屋高速11号小牧線）

## 施設
- 名古屋バス本社営業所
- ヤマト運輸くすのき如意センター
- 東邦ガス北営業所

## その他

### 日本郵便
- 郵便番号 : 462-0062[WEB 3]（集配局：名古屋北郵便局[WEB 14]）。

### WEB
1. ↑  “愛知県名古屋市北区の町丁・字一覧”.   人口統計ラボ. 2017年10月7日閲覧。
2. 1 2  “町・丁目(大字)別、年齢(10歳階級)別公簿人口(全市・区別)”.   名古屋市 (2019年1月23日). 2019年1月23日閲覧。
3. 1 2  “郵便番号”.  日本郵便. 2019年1月6日閲覧。
4. ↑  “市外局番の一覧”.   総務省. 2019年1月6日閲覧。
5. ↑  名古屋市役所市民経済局地域振興部住民課町名表示係 (2015年10月21日). “北区の町名一覧”.   名古屋市. 2017年10月7日閲覧。
6. ↑  名古屋市役所総務局企画部統計課統計係 (2005年7月1日). “（刊行物）名古屋の町(大字)・丁目別人口 (平成12年国勢調査) 北区” (xls). 2017年10月8日閲覧。
7. ↑  名古屋市役所総務局企画部統計課統計係 (2007年6月29日). “平成17年国勢調査　名古屋の町(大字)別・年齢別人口 北区” (xls). 2017年10月8日閲覧。
8. ↑  名古屋市役所総務局企画部統計課統計係 (2012年6月29日). “平成22年国勢調査　名古屋の町(大字)別・年齢別人口 北区” (xls). 2017年10月8日閲覧。
9. ↑  名古屋市役所総務局企画部統計課統計係 (2017年7月7日). “平成27年国勢調査　名古屋の町(大字)別・年齢別人口” (xls). 2017年10月8日閲覧。
10. ↑  “市立小・中学校の通学区域一覧”.   名古屋市 (2018年11月10日). 2019年1月14日閲覧。
11. ↑  “平成29年度以降の愛知県公立高等学校（全日制課程）入学者選抜における通学区域並びに群及びグループ分け案について”.   愛知県教育委員会 (2015年2月16日). 2019年1月14日閲覧。
12. ↑  名古屋市交通局. “なごや地図ナビ 新沼町”. 2013年12月10日閲覧。
13. ↑  名古屋市交通局. “なごや地図ナビ 楠西小学校東”. 2013年12月10日閲覧。
14. ↑  郵便番号簿 平成29年度版 - 日本郵便. 2019年01月06日閲覧 (PDF)

### 文献
1. 1 2  名古屋市北区役所市民室『北区 私たちのまち』名古屋市北区役所、1979年3月、59頁。
2. ↑  名古屋市北区役所市民室『北区 私たちのまち』名古屋市北区役所、1979年3月、15頁。